# Irlandesos
Els irlandesos (gaèlic irlandès Muintir na hÉireann o na hÉireannaigh; escocès de l'Ulster: Airish fowk) són un grup ètnic originari d'Irlanda, una illa del nord-oest d'Europa. Irlanda ha estat poblada des de fa uns 9.000 anys (segons els estudis arqueològics, vegeu Irlanda prehistòrica). Els avantpassats més antics del poble irlandès són recollits en llegendes; afirmen ser descendents de grups com els nemedians, fomorians, Fir Bolg, Tuatha Dé Danann i els milesians. El Lebor Gabála Érenn, un llibre de mitologia irlandesa conta que els milesians eren descendents dels escites.
Els principals grups que han interaccionat amb els irlandesos en l'Edat Mitjana han estat els pictes, escocesos i vikings. A causa d'aquest contacte els islandesos tenen una mica d'ascendència irlandesa. Aproximadament el 40% de la població colonització d'Islàndia originària d'Irlanda o Escòcia. La invasió normanda d'Irlanda de l'Alta Edat Mitjana, les colonitzacions angleses i el domini anglès posterior del país van introduir normands i flamencs a Irlanda. Gal·lesos, pictes, bretons i alguns gals, i fins i tot anglosaxons, s'han establert a Irlanda des de molt temps abans.
Hi ha hagut molts irlandesos notables de la història. El monjo irlandès del segle sisè i missioner Columbà és considerat com un dels "pares d'Europa", seguit per Quilià de Würzburg i Virgili de Salzburg. El científic Robert Boyle és considerat el "pare de la química". Entre els exploradors irlandesos més famosos hi ha Brandan de Clonfert, Robert McClure, Ernest Shackleton i Tom Crean. Segons algunes versions, el primer nadó nascut a Amèrica del Nord era d'ascendència irlandesa per ambdues bandes; i fou un irlandès el primer europeu que va posar el peu a Amèrica en l'expedició de Colom de 1492.
Hi ha descendents d'irlandesos que viuen a molts països occidentals, particularment als països de parla anglesa. Històricament, l'emigració ha estat causada per la política, la fam i els problemes econòmics. Entre 50 i 80 milions de persones són descendents d'irlandesos, principalment a Gran Bretanya, els Estats Units, Austràlia i el Canadà, també hi ha un nombre menor a l'Argentina, Xile, Mèxic, Jamaica, Barbados, Sud-àfrica, Nova Zelanda, França, Alemanya i Brasil. El major nombre de descendents d'irlandesos viuen als Estats Units. El nombre de persones que viuen a Austràlia que són d'ascendència irlandesa és més gran, com a percentatge de la població total, que la de qualsevol altre país.

## Orígens i antecedents
En el resum del seu article "Who were the Celts?" el Museu Nacional de Gal·les anota és possible que en el futur els estudis genètics d'ADN humà antic i modern podran ajudar a informar la nostra comprensió del tema, però, els primers estudis han, fins ara, tendit a produir conclusions no pausibles a partir d'un nombre molt petit de persones i l'ús de supòsits obsolets sobre la lingüística i l'arqueologia. L'antropologia del segle xix va estudiar les característiques físiques dels irlandesos fins al més mínim detall.

### Avantpassats prehistòrics i llegendaris

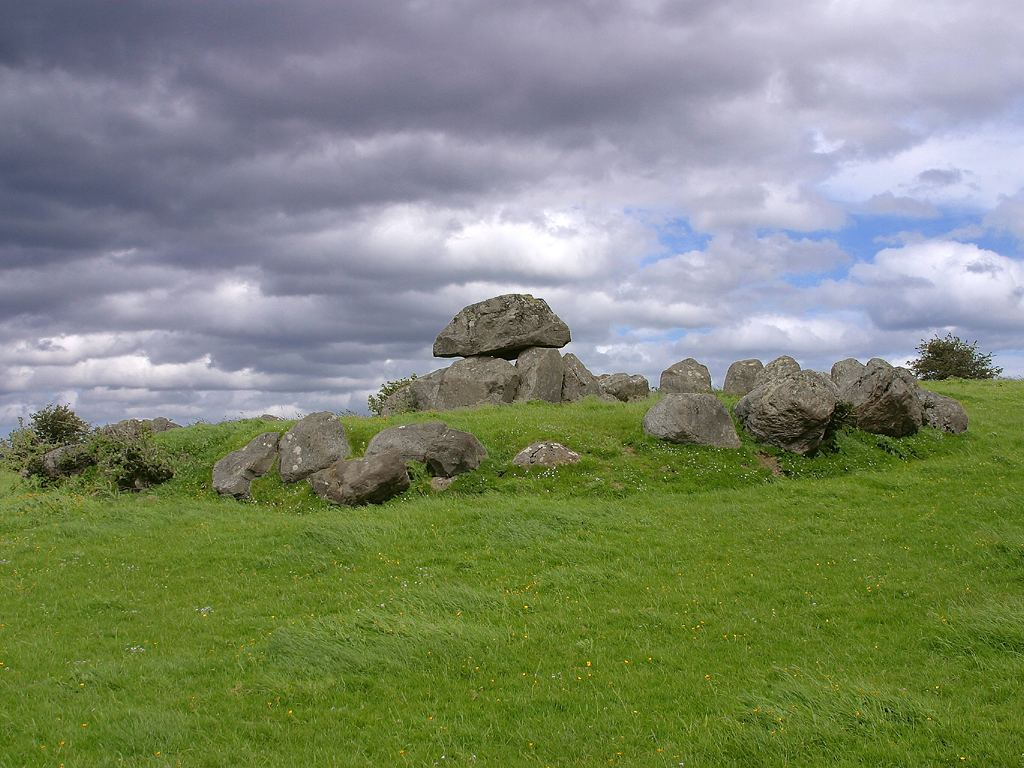
Tomba de Carrowmore, 6000 aC

Durant els últims 8.000 anys d'habitatge, Irlanda ha estat testimoni de l'arribada de molts pobles a les seves costes. Els antics pobles d'Irlanda - com ara els creadors de Céide Fields i Newgrange, són gairebé desconeguts. Ni els idiomes ni els termes que utilitzen per descriure's a si mateixos han sobreviscut. Encara en els segles centrals del mil·lenni I els habitants d'Irlanda no semblen tenir un nom col·lectiu per a si mateixos.
La mateixa Irlanda era coneguda per diversos noms diferents, incloent-hi Banba, Fodla, Ériu pels illencs, Iouerne and Hiverne pels grecs i Hibèrnia pels romans.
Escòcia pren el seu nom dels Scoti/Scotti (singular Scotus/Scottus), que és el nom romà per als habitants cèltics de Caledònia (Escòcia) i Hibèrnia (Irlanda). Altres noms llatins per a la gent d'Irlanda en les fonts clàssiques i medievals inclouen attacotti i gaels. Aquesta última paraula, derivada de la gal·lès antic gwyddel "invasors", va ser finalment adoptada pels irlandesos per denominar-se a si mateixos. Tanmateix és un terme que està més associat als vikings, ja que descriu una activitat (assalt, pirateria) i qui la practiva, no les seves afiliacions ètniques reals.
Els termes irlandès i Irlanda deriven de la deessa Ériu. Una gran varietat de grups ètnics històrics han habitat l'illa, incloent-hi els Airgialla, Fir Ol nEchmacht, Delbhna, Fir Bolg, Érainn, Eóganachta, Mairtine, Conmaicne, Soghain, i Ulaid. En els casos dels Conmaicne, Delbhna, i potser Érainn, es pot demostrar que la tribu va prendre el seu nom de la seva deïtat principal, o en el cas dels Ciannachta, Eóganachta, i possiblement els Soghain, d'un ancestre divinitzat. Aquesta pràctica té el seu paral·lel a les reclamacions de les dinasties anglosaxones de tenir origen en Wotan, a través dels seus fills Wecta, Baeldaeg, Casere i Wihtlaeg.
El mitògraf grec Evemer va originar el concepte d'evemerisme, que tracta relats mitològics com a reflex dels esdeveniments històrics reals modelats per la transmissió oral i la tradició. En el segle xii, el bard i historiador islandès Snorri Sturluson va proposar que els déus nòrdics havien estat originàriament líders i reis i que més tard es van convertir en figures de culte, i amb el temps establerts en la societat com a déus. Aquest punt de vista està d'acord amb la d'historiadors irlandesos com T. F. O'Rahilly i Francis John Byrne, els primers capítols dels seus respectius llibres, Early Irish history and mythology (reeditat 2004) i Irish Kings and High-Kings (3a edició revisada, 2001), tracten a fons els orígens i l'estat de moltes deïtats ancestrals irlandeses.
Una llegenda afirma que els irlandesos són descendents de Míl Espáine, els fills del qual suposadament conqueriren Irlanda cap al 1000 aC o més tard. El personatge és gairebé segur una simple personificació d'una suposada migració d'un grup o grups d'Iberia a Irlanda. És per això que els irlandesos eren, encara en la dècada de 1800, conegut popularment com a "milesians". Els historiadors medievals irlandesos en el transcurs dels segles, van crear el dogma genealògic que tots els irlandesos eren descendents de Míl, ignorant el fet que les seves pròpies obres demostraven que Irlanda era habitada abans de la seva suposada arribada.
Aquesta doctrina va ser adaptat entre els segles x i xii, com es demostra en els treballs d'Eochaidh Ua Floinn (936–1004); Flann Mainistrech (mort el 25 de novembre de 1056); Tanaide (mort c. 1075) i Gilla Cómáin mac Gilla Samthainde (fl. 1072). Moltes de les seves composicions van ser incorporades al compendi Lebor Gabála Érenn.
Aquesta tradició es va millorar i es va incloure en la dels historiadors successius com Dubsúilech Ó Maolconaire (mort en 1270), Seán Mór Ó Dubhagáin (m. 1372); Giolla Íosa Mór Mac Fir Bhisigh (fl. 1390–1418); Pilip Ballach Ó Duibhgeannáin (fl. 1579–1590) i Flann Mac Aodhagáin (viu 1640). El primer historiador irlandès que va posar en dubte la fiabilitat d'aquestes històries fou Dubhaltach Mac Fhirbhisigh (assassinat en 1671).

### Genètica
La investigació genètica mostra una gran similitud entre el cromosoma Y haplotip dels homes del nord-oest d'Espanya i Portugal i els homes irlandesos amb cognoms gaèlics. La freqüència de l'haplogrup R1b del cromosoma Y (l'haplogrup més freqüent a Europa) és major en la població de l'Europa Atlàntica i, a causa de l'emigració europea, al nord d'Amèrica, Amèrica del Sud i Austràlia. A Irlanda i al País Basc la seva freqüència supera el 90% i s'acosta al 100% a l'Oest d'Irlanda. La incidència de R1b és del 70% o més a les regions celtes - Cúmbria i Cornualla (Gran Bretanya), la regió cèltica de Calheça a Portugal (Douro, Minhão (Braga i Viana do Castelo) i Trás-os-Montes), el nord d'Espanya (Galícia, Astúries, Lleó i Cantàbria i País Basc), l'oest de França (Bearn, Gascunya, Guiana, Saintonge, Angoumois, Aunis, Poitou, Turena, Anjou i la Bretanya), i els països cèltics de Gran Bretanya (Gal·les i Escòcia). La incidència de R1b disminueix gradualment en aquestes àrees amb la distància, però encara és comú en les àrees centrals d'Europa. R1b és l'haplogrup més freqüent a Alemanya i als Països Baixos, i és comú al sud d'Escandinàvia i al nord i centre d'Itàlia. Això va portar als escriptors Stephen Oppenheimer i Bryan Sykes a la conclusió que la majoria dels irlandesos (i de fet tots els nadius de les Illes Britàniques) descendeixen principalment d'un "refugi ibèric" coll d'ampolla poblacional que es remunta a l'última glaciació.
No obstant això, ara alguns creuen que aquest haplogrup es va originar fa més de 12.000 anys, més recentment del que es pensava anteriorment. D'això es dedueix que els irlandesos i molts altres subclades del R1b seran considerablement més joves que l'edat màxima de 18.000 anys. Les estimacions prèvies, basades en mètodes de datació imprecises (30000 + anys BP), fets R1b i els seus subclades semblen ser els indicadors més útils de les poblacions de l'era paleolítica d'Europa occidental del que actualment són. Segons els últims estudis de 2009 per Bramanti i altres i Malmström i altres l'ADN mitocondrial, poblacions relacionades d'Europa occidental semblen ser en gran part del Neolític i no del Paleolític, com es pensava anteriorment. Hi va haver discontinuïtat entre el Mesolític d'Europa central i les poblacions europees modernes, principalment a causa d'una molt alta freqüència de tipus d'haplogrup U (particularment U5) en establiments mesolítics d'Europa central.
Que hi ha una especialment forta associació genètica entre els irlandesos i els bascos, més propera que entre la resta dels europeus occidentals, va ser proposada per primera vegada el 2005 i el 2007 els científics van començar a buscar la possibilitat d'una versió més recent de l'entrada de R1b a Europa pel Mesolític (o fins i tot al Neolític). Un nou estudi publicat el 2010 per Balaresque i altres implica o bé una entrada en el Mesolític o Neolític (no Paleolític) de R1b a Europa. Tanmateix tots aquests estudis genètics estan d'acord que irlandesos i bascos (juntament amb gal·lesos) comparteixen el major percentatge de població R1b. Encara els gal·lesos tenen una major presumpta entrada neolític que els irlandesos i els bascos Els marcadors genètics mitjanes tenen un percentatge de R1b 83-89% entre el gal·lesos.

### Irlandesos negres
Irlandès Negre és un terme ambigu utilitzat de vegades (sobretot fora d'Irlanda) com una referència a un fenotip de pèl fosc que apareix en persones d'origen irlandès. Les opinions varien respecte al que es percep com les característiques físiques habituals de l'anoment black irish. Per exemple, cabell fosc, ulls marrons i to de pell mitjà, o el pèl fosc, blau o ulls verds i to de pell clar. Sense el coneixement d'alguns dels que han utilitzat aquest terme en un moment o altre, és comú el pèl fosc en persones d'ascendència irlandesa, encara que la complexió de pell més fosca apareix amb menys freqüència. Els trets físics associats amb el terme irlandès negres han estat sovint associat al resultat d'una barreja amb ibèrics. Una teoria popular suggereix que els irlandesos negres són descendents dels supervivents de l'Armada espanyola, tot i que la investigació ha desacreditat aquestes afirmacions. En la seva sèrie documental Atlantean, Bob Quinn explora una hipòtesi alternativa 'ibèrica' que proposa l'existència d'una ruta marítima antiga vorejant la costa atlàntica del nord d'Àfrica i la península Ibèrica cap a regions com Conamara. Encara prefereix el terme "The Atlantean Irish", la referència de Quinn a certes característiques fenotípiques (dins dels elements de la població d'Irlanda i de la diàspora) com a possible evidència d'una anterior barreja hibernio-ibèrica (i possiblement amaziga) reflecteix descripcions comunes dels irlandesos negres.

## Història

### Primera expansió i arribada del cristianisme

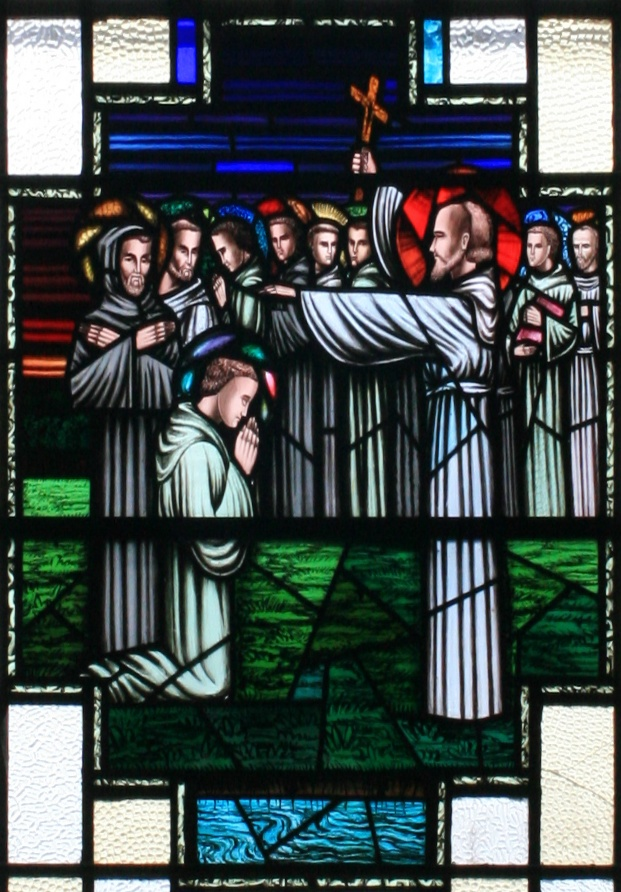
Finnian de Clonard beneint als "dotze apòstols d'Irlanda"

Un historiador romà recollí que el poble irlandès era dividit en "setze nacions diferents" o tribus. Les històries tradicionals afirmen que els romans mai intentaren conquerir Irlanda, encara que ho podrien haver considerat. Tanmateix, els irlandesos no estaven separats d'Europa; freqüentment feien incursions a territoris romans i també hi mantenien vincles comercials.
Entre els personatges més famosos de l'antiga història d'Irlanda hi ha reis d'Irlanda com Cormac mac Airt i Niall dels Nou Ostatges, i els semi-llegendari Fianna. L'escriptor del segle XX Seumas MacManus va escriure que encara que el Fianna, i la cicle fenià van ser pura ficció, encara era representatiu del caràcter del poble irlandès:
| « | ... tan belles ficcions de tals ideals bells, suposen i proven per si mateixos gent bella d'ànima, capaç d'apreciar els alts ideals. | » |

Després de la conversió dels irlandesos al cristianisme, les lleis seculars irlandeses i les institucions socials es van mantenir al seu lloc.

### Migració i invasió en l'Edat Mitjana

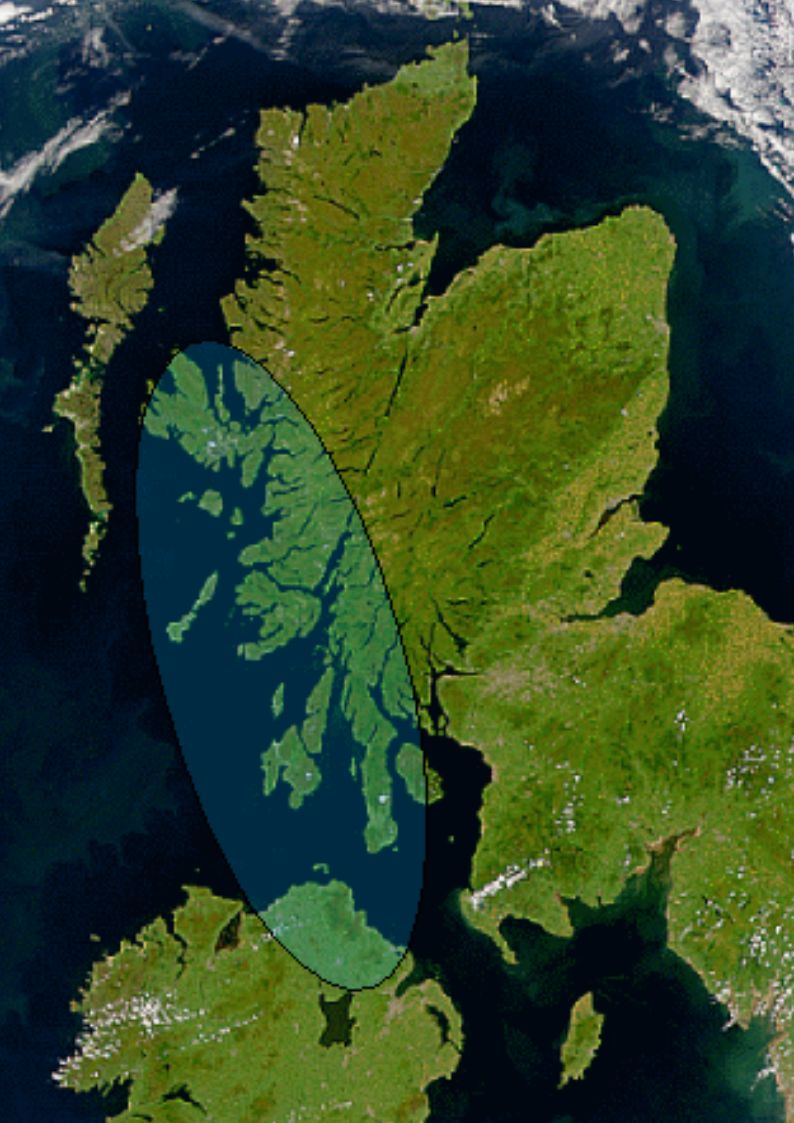
Àrea aproximada de Dál Riata (fosc)

La visió "tradicional" és que, al segle IV o V, l'idioma i la cultura gaèlica va ser portats a Escòcia pels colons d'Irlanda, que va fundar el regne gaèlic de Dál Riata a la costa oest d'Escòcia. Això es basa principalment en escrits medievals dels segles IX i X. No obstant això, recentment alguns arqueòlegs han argumentat en contra d'aquest punt de vista, dient que no hi ha evidència arqueològica o topònims d'una migració o una adquisició d'idioma per part d'un petit grup d'elits. Dál Riata i el territori dels veïns pictes es van fusionar per formar el Regne d'Alba, i la llengua i la cultura gaèlica s'hi van convertir en dominants. El país va passar a dir Escòcia, pel nom romà dels gaèlics, scoti. L'Illa de Man i els mannesos també van caure sota la massiva influència gaèlic en la seva història.
Missioners irlandesos com Columba d'Iona portaren el cristianisme als pictes d'Escòcia. Els irlandesos d'aquesta època també eren "conscients de la unitat cultural d'Europa", i va ser el monjo irlandès del segle VI Columbà qui és considerat com "un dels pares d'Europa". Un altre sant irlandès, Aidan de Lindisfarne, fou proposat com una possible sant patró del Regne Unit, mentre Sant Quilià i Virgili es van convertir en els sants patrons de Würzburg a Alemanya i Salzburg a Àustria, respectivament. Missioners irlandesos van fundar monestirs fora d'Irlanda, per exemple l'abadia d'Iona, l'abadia de Sankt Gallen a Suïssa, i l'abadia de Bobbio a Itàlia.
Tant l'irlandès com el llatí eren comuns a les escoles bàrdiques monàstiques i seculars bards. Amb llatí, els primers estudiosos irlandesos "demostren una familiaritat gairebé igual que ho fan amb el mateix gaèlic" Hi ha proves també que van estudiar l'hebreu i el grec antic, aquest últim probablement a Iona.
| « | "El coneixement del grec", diu el professor Sandys en la seva History of Classical Scholarship "que pràcticament havia desaparegut a occident va ser tan àmpliament dispers a les escoles d'Irlanda, que si algú sabia grec se suposava que havia d'haver arribat d'aquest país. "' | » |

Des de l'època de Carlemany els erudits irlandesos tenien una presència considerable a la cort franca, on eren reconeguts pel seu aprenentatge. L'intel·lectual irlandès més important del període monàstic va ser el segle ix Joan Escot Eriúgena, un filòsof excepcional en termes d'originalitat. Va ser el primer dels fundadors de l'escolàstica, l'escola dominant de la filosofia medieval. Tenia un considerable coneixement de la llengua grega, i traduí nombroses obres al llatí, donant accés als Pares Capadocians i a la tradició teològica grega, abans gairebé desconeguda en l'Occident llatí.
L'afluència del comerciants i assaltants vikings dels segles ix i x van donar lloc a la fundació de moltes de les ciutats més importants d'Irlanda, incloent-hi Cork, Dublín, Limerick, i Waterford (anteriors assentaments gaèlics que no s'acostaven a la naturalesa urbana dels posteriors ports comercials nòrdics). Els vikings van deixar poc impacte a Irlanda fora de les ciutats i certes paraules afegides a la llengua irlandesa, però moltes irlandeses presos com a esclaves es casaren amb els escandinaus, formant un vincle estret amb els islandesos. A la Laxdœla saga, per example, "cada esclau és d'alt naixement, descendent dels reis d'Irlanda." El primer nom de Njáll Þorgeirsson, cap protagonista de la Njáls saga, és una variació del nom irlandès Niall. Segons la Saga d'Eirik el Vermell, la primera parella europea en tenir un fill nascut a Amèrica del Nord era descendent de la reina vikinga de Dublín, Aud la Sàvia, i un esclau gaelic el va portar a Islàndia.
L'arribada dels anglonormands portà també gal·lesos, flamencs, anglosaxons i bretons. La majoria d'ells eren foren  assimilats a la política i cultura irlandesa pel segle xv, amb l'excepció d'algunes de les ciutats emmurallades i la Palissada. En la baixa edat mitjana també es va veure l'assentament de famílies de gallowglasses escocesos barreja de nòrdic-gaèlics i pictes, principalment al nord, a causa de la similituds d'idioma i la cultura. També foren assimilats.

### Cognoms
Els irlandesos foren uns dels primers a pobles a Europa en utilitzar cognoms tal com els coneixem avui dia. És molt comú que la gent d'origen gaèlic tinguin versions dels seus cognoms en anglès que comencen amb "O" o "Mc" (amb menys freqüència "Mac" i a vegades abreujat a simplement "Ma" al principi del nom).
"O" ve del gaèlic Ó que al seu torn prové d'Ua, que significa "nét" o "descendent" d'una persona determinada. Els noms que comencen amb "O" inclouen o Banion (O'Banion), O Briain (O'Brien), O Cheallaigh (O'Kelly), O Conchobhair (O'Connor), O Domhnaill (O'Donnell), O Cuilinn (Cullen), O Maille (O'Malley), O Neill (O'Neill), O Sé (O'Shea), O Súilleabháin (O'Sullivan), i O Tuathail (O'Toole).
"Mac" o "Mc" vol dir "fill". Els noms que comencen amb Mac o Mc inclouen Mac Diarmada (MacDermott), Mac Cárthaigh (MacCarthy), Mac Domhnaill (MacDonnell), i Mac Mathghamhna (MacMahon, MacMahony, etc.) Mac és comunament anglicitzat a Mc. No obstant això, "Mac" i "Mc" no són mútuament excloents, de manera que, per exemple, s'utilitzen tant "MacCarthy" com "McCarthy". Mentre que "Mac" i "Ó" són prefixos són d'origen gaèlic, "Mac" és més comú a Escòcia i a l'Ulster que a la resta d'Irlanda, i "Ó" és molt menys comú a Escòcia que a Irlanda. El nom propi de la dona en irlandès utilitza el prefix femení "nic" (filla) en lloc de "mac·. Així, un nen pot ser anomenat Mac Domhnaill mentre que la seva germana es diu Nic Dhomhnaill o Ní Dhomhnaill - la inserció d''h' segueix el prefix femení en el cas de la majoria de les consonants (H, L, N, R i T).
Hi ha una sèrie de cognoms irlandesos derivats de noms propis nòrdics, incloent-hi Mac Suibhne (Sweeney) de Swein i McAuliffe d'"Olaf". El nom Cotter, local pel comtat de Cork, es deriva de nom personal nòrdic Ottir. El nom Reynolds és un anglicització del gaèlic Mac Raghnaill, procedent del nom nòrdic Randal o Reginald. Encara que aquests noms eren d'origen viking algunes de les famílies que els porten semblen tenir origen gaèlic.
"Fitz" és una variant del normand antic de l'antic francès fils (variants ortogràfiques Filz, fiuz, fiz, etc.), utilitzat pels normands, que significa fill. Els normands eren descendents dels vikings que s'havien establert a Normandia i van adoptar totalment la llengua i la cultura francesa. Amb l'excepció del cognom gaèlic irlandès Fitzpatrick (Mac Giolla Phádraig), tots els noms que comencen amb Fitz - incloent Fitzgerald (Mac Gearailt), Fitzsimons (Mac Síomóin/Mac an Ridire) i FitzHenry (Mac Anraí) - són descendents dels primers colons normands. Un petit nombre de famílies irlandeses d'origen gaèlic van adoptar una forma normanda del seu cognom original, de manera que Mac Giolla Phádraig es convertí en Fitzpatrick - mentre que alguns s'assimilaren tan bé que el nom gaèlic es va abandonar en favor d'una nova forma hiberno-normanda. Un altre cognom irlandès comú d'origen Hiberno-Normand és el prefix habitacional 'de' i que originalment significa prestigi i propietat de la terra. Per exemple, De Burca (Burke), de Brún, de Barra (Barry), de Stac (Stack), de Tiúit, de Faoite (Blanc), de Londras (Landers), de Paor (Power). El cognom irlandès "Walsh" (en gaèlic Breathnach) es donava habitualment als colons d'origen gal·lès que havien arribat durant i després de la invasió normanda. Les famílies Joyce i Griffin/Griffith (Gruffydd) també són d'origen gal·lès.
Les famílies Mac Lochlainn, Ó Maol Seachlainn, Ó Maol Seachnaill, Ó Conchobhair, Mac Loughlin, Mac Diarmada, i Mac Loughlin, totes elles diferents, ara comparteixen el mateix cognom MacLoughlin. El nom complet indica generalment que la família estava en qüestió, cosa que hava de disminuir amb la pèrdua de prefixos com Ó i Mac. Diferents branques d'una família amb el mateix cognom a vegades usaven epítets distintius que sovint es van convertir en cognoms de propi dret. Per tant, el cap del clan Ó Cearnaigh (Kearney) es coneix com a An Sionnach (Fox), i els seus descendents l'utilitzen en l'actualitat. Cognoms similars es troben sovint a Escòcia per moltes raons, com ara l'ús d'un llenguatge comú i una migració massiva d'Irlanda a Escòcia a finals dels XIX i principis i a mitjans del segle xx.

### Baixa edat mitjana i Irlanda Tudor

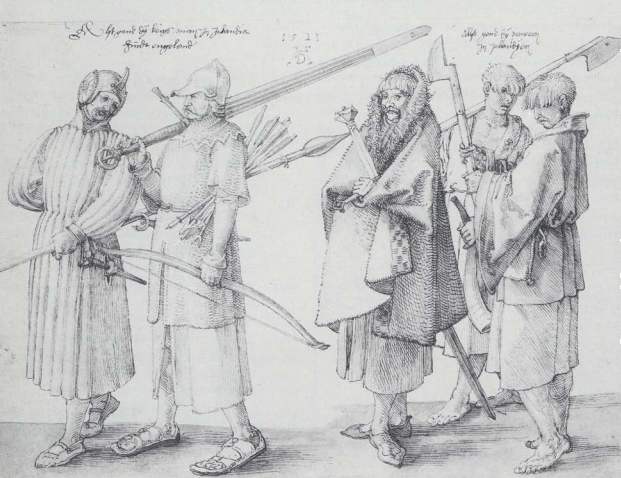
Soldats gaèlics irlandesos als Països Baixos, dibuix de 1521 per Albrecht Dürer

Els irlandesos de la baixa edat mitjana eren comerciants força actius al continent europeu. Es distingien dels anglesos (que només utilitza el seu propi idioma o el francès) que només utilitzaven llatí a l'estranger, una llengua "parlada per tots els gaèlics educats". D'acord amb l'escriptor Seumas MacManus, l'explorador Cristòfor Colom va visitar Irlanda per a reunir informació sobre les terres a l'oest, al registre de la tripulació conservat als arxius de Madrid hi ha una sèrie de noms irlandesos i fou un irlandès anomenat Patrick Maguire el primer a posar un peu a Amèrica en 1492; No obstant això, d'acord amb Morison i la senyoreta Gould, qui va fer una estudi detallat de la llista de la tripulació de 1492, al viatge no hi participaren mariners irlandesos ni anglesos.
Un informe anglès de 1515 estableix que el poble irlandès era dividit en més de seixanta senyories gaèliques i trenta senyories angloirlandeses El terme anglès per aquests senyorius va ser "nation" o "country". El terme irlandès "oireacht" es refereix tant al territori com al poble governat pel Senyor. Literalment, significa "assemblea", on els brehons mantindria llurs tribunals als turons per arbitrar els afers de la senyoria. De fet, l'advocat Tudor John Davies descriu el poble irlandès respecte les seves lleis:
| « | No hi ha gent sota el sol que estimi la justícia igual i indiferent (imparcial) millor que els irlandesos, o n'està força satisfeta amb la seva execució, encara que sigui en contra d'ells mateixos, ja que poden tenir la protecció i el benefici de la llei encara que ells no desitgin la causa justa. | » |

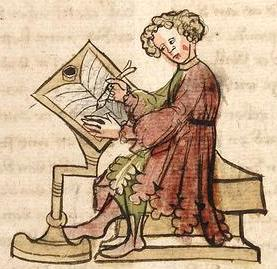
Els mestres i poetes gaèlics reflecteixen l'àmplia educació de les classes il·lustrades irlandeses

Un altre comentarista anglès registra que a les assemblees hi participava "tota l'escòria del país", és a dir, tant la població treballadora com els propietaris de terres. Si bé la distinció entre els elements "no lliures" de "lliure" i els irlandesos era irreal en termes legals, es tractava d'una realitat social i econòmica. La mobilitat social era baixa en general a causa de les pressions socials i econòmiques. La norma dels clans "expansió de dalt a baix" desplaçava constantment als plebeus i els mantenia als marges de la societat.
En una societat basada en clans la genealogia era el més important. Irlanda 'va ser anomenada amb justícia una "Nació d'analistes". Les diverses branques de l'aprenentatge irlandès, incloent-hi el dret, la poesia, la història, la genealogia, i la medicina, es van associar amb les famílies il·lustrades hereditàries. Les famílies poètiques incloïen els Uí Dhálaigh (Daly) i els MacGrath. Els metges irlandesos, com els O'Brien de Munster o els MacCailim Mor de les Western Isles, eren reconeguts a les corts d'Anglaterra, Espanya, Portugal i els Països Baixos. L'aprenentatge no era exclusiu de les famílies il·lustrades hereditàries, però; n'és un exemple Cathal Mac Manus, sacerdot diocesà segle xv que va escriure els Annals d'Ulster Altres famílies il·lustrades eren els Mic Aodhagáin i Clann Fhir Bhisigh Va ser aquesta última família d'on va sorgir Dubhaltach Mac Fhirbhisigh, genealogista del segle xvii i compilador del Leabhar na nGenealach. (Vegeu també famílies metges irlandesos).

### Colonitzacions

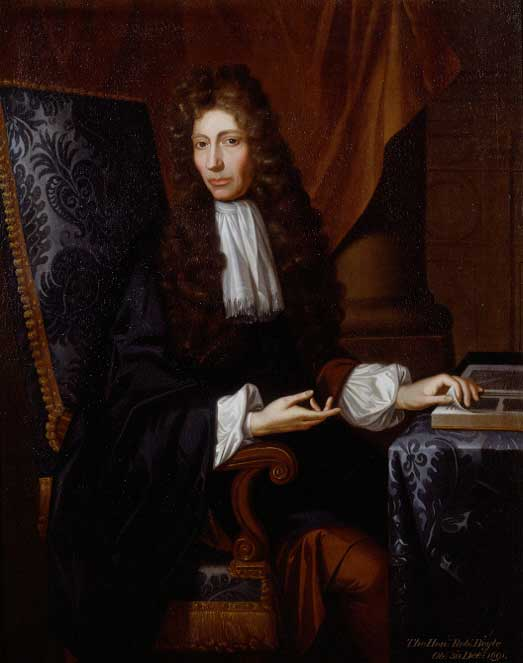
Robert Boyle, científic angloirlandès pare de la química, la seva família va obtenir terres amb les colonitzacions

Després que Irlanda va ser sotmesa per Anglaterra, sota Jaume I d'Anglaterra (que va regnar el 1603-1625), el Lord Protector Oliver Cromwell (1653-1658), Guillem III d'Anglaterra (que va regnar el 1689-1702) i els seus successors els anglesos començaren l'assentament de colons protestants escocesos i anglesos a Irlanda, establint-se amb més força al nord de la Província d'Ulster. Les colonitzacions d'Irlanda, i en particular la colonització de l'Ulster al segle xvii, va presentar un gran nombre de colons escocesos, anglès i hugonots francesos.
Molts gaèlics irlandesos van ser desplaçats durant les colonitzacions del segle xvii. Només a la major part d'Ulster les colonitzacions van repartir la major part de la terra entre colons escocesos, menre que a les altres tres províncies (Connacht, Leinster i Münster) es va mantenir en gran manera gaèliques. Finalment, les poblacions angloirlandeses protestants d'aquestes tres províncies van disminuir dràsticament com a conseqüència dels esdeveniments polítics del segle XX a Irlanda, així com el decret Ne Temere de l'Església Catòlica sobre els matrimonis mixtos, que obligava als cònjuges no catòlics a criar els nens com a catòlics.

### Irlanda il·lustrada
Va haver-hi destacats científics irlandesos. El científic angloirlandès Robert Boyle (1627–1691) és considerat un dels pares de la química pel seu llibre The Sceptical Chymist, escrit en 1661. Boyle va ser un atomista, i és més conegut per la llei de Boyle. L'hidrògraf contralmirall Francis Beaufort (1774–1857), oficial naval irlandès d'origen hugonot, fou el creador de l'escala de Beaufort per a indicar la força del vent. George Boole (1815–1864), el matemàtic que inventà l'àlgebra de Boole, passà els darrers anys de la seva vida a Cork. El físic del segle xix George Stoney va introduir el concepte i el nom de l'electró. Fou oncle del també físic George FitzGerald.

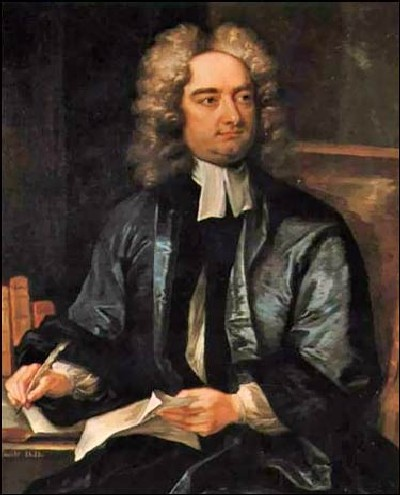
Jonathan Swift, autor de les millors proses satíriques en anglès

El sistema bàrdic irlandès, juntament amb la cultura gaèlica i les classes cultes, van rebre un cop molt dur amb les colonitzacions i entraren en declivi. Els últims dels veritables poetes bards foren Brian Mac Giolla Phádraig (c. 1580-1652) i Dáibhí Ó Bruadair (1625-1698). Els poetes irlandesos de finals del segle xvii i principis del xviii van escriure en dialectes més moderns. Entre els més destacats d'aquest període hi ha Séamas Dall Mac Cuarta, Peadar Ó Doirnín, Art Mac Cumhaigh, Cathal Buí Mac Giolla Ghunna, i Seán Clárach Mac Domhnaill. Els catòlics irlandesos van continuar rebent l'educació a les "escoles-bardissa" malgrat les lleis penals d'Irlanda El coneixement del llatí era comú entre els pobres muntanyencs irlandesos al segle xvii, que parlaven en ocasions especials, mentre que el bestiar el compraven i venien en grec als mercats de muntanya del Comtat de Kerry.
Per a una relativament petita població de 6 milions de persones, Irlanda va fer una enorme contribució a la literatura durant la il·lustració. La literatura irlandesa engloba els idiomes irlandès i anglès. Entre els principals autors irlandesos en anglès hi trobem Jonathan Swift (1667-1745), Laurence Sterne, Oliver Goldsmith i Bram Stoker.

### Segle XX
En 1921, amb la formació de l'Estat Lliure d'Irlanda, els sis comtats del nord-est es van mantenir dins del Regne Unit com a Irlanda del Nord.
El que divideix les dues comunitats (nacionalista i unionista) és predominantment la religió, la història i les diferències polítiques. Quatre enquestes dutes a terme entre 1989 i 1994 van revelar que quan se li va preguntar per la seva identitat nacional, més del 79% dels protestants d'Irlanda del Nord va respondre "British" o "Ulster" amb un 3% o menys respondre "irlandès", mentre que més del 60% dels catòlics d'Irlanda del Nord respondre "irlandès" amb el 13% o menys respondre "British" o "Ulster". Una enquesta duta a terme en 1999 va mostrar que el 72% dels protestants d'Irlanda del Nord es consideren "british" i només el 2% "irish", amb un 68% dels catòlics d'Irlanda del Nord que es consideren a si mateixos "irish" i un 9% "british". L'enquesta també va revelar que el 78% dels protestants i el 48% dels enquestats se sentien "únicament britànic", mentre que el 77% dels catòlics i el 35% dels enquestats se sentien "únicament irlandesos". El 51% dels protestants i el 33% dels enquestats va considerar "no, en absolut irlandesos", mentre que el 62% dels catòlics i el 28% dels enquestats se sentien "No, en absolut britànics".
Els cognoms als nou comtats de l'Ulster tendeixen a diferir sobre la base que les famílies de la comunitat d'origen. Els protestants de l'Ulster tendeixen a tenir cognoms anglesos o escocesos mentre que els catòlics tendeixen a tenir cognoms irlandesos, encara que no sempre és així. Hi ha molts catòlics als nou comtat d'Ulster amb cognoms com Adams, Emerson, Whitson, Livingstone, Hardy, Tennyson, Galbraith, McCausland, MacDonald (aquest cognom també és comú amb els catòlics romans dels Highlands a Escòcia), Dunbar, Groves, Legge, Scott, Gray, Pàgina, Stewart, Roberts, Rowntree, Henderson, i altres, a causa dels matrimonis mixtos.

## Religions
A la República d'Irlanda, segons el cens de 2006, 3.681.446 persones, és a dir el 86,83% de la població afirmen ser catòlics. A Irlanda del Nord sobre el 41,6% de la població és protestant (19,1% presbiterians, 13,7% Església d'Irlanda, 3,0% metodistes, 5,8% d'altres confessions), mentre que aproximadament el 40,8% són catòlics segons el cens de 2011.
El 31è Congrés Eucarístic Internacional es va celebrar a Dublín en 1932, any del suposat 1500è aniversari de l'arribada de Sant Patrici. Irlanda era llavors la llar de 3.171.697 catòlics, al voltant d'un terç dels quals van assistir al Congrés. S'ha assenyalat a Time Magazine que el tema especial del Congrés seria "la fe dels irlandesos". Les multituds es van repetir en l'eucaristia massiva del Papa Joan Pau II a Phoenix Park el 1979. La idea de la fe ha afectat la qüestió de la identitat irlandesa, fins i tot en temps recent, pel que sembla, aparentment més per als catòlics i irlandesos dels Estats Units:
| « | Què defineix un irlandès? La seva fe, el seu lloc de naixement? Què dels irlandesos-americans? Són irlandesos? Qui és més irlandès, un irlandès catòlic, com James Joyce que està tractant d'escapar del seu catolicisme i del seu ésser irlandès o un irlandès protestant com Oscar Wilde qui finalment es tornà catòlic? Qui és més irlandès ... algú com C.S. Lewis, un protestant de l'Ulster que es s'hi dirigia, tot i que en última instància no creuà el llindar. | » |

Això ha estat motiu de preocupació durant el segle passat pels seguidors d'ideologia nacionalista com David Patrick Moran.

## Identitat irlandesa
La qüestió de la identitat irlandesa, i el que defineix l'irlandès, va ser aclarida pel nacionalista irlandès prominent Thomas Osborne Davis:
| « | No és la sang que et fa irlandès, sinó el desig de formar part de la nació irlandesa | » |

La qüestió de "l'irlandesitat" també s'examina en la pel·lícula en gaèlic irlandès Yu Ming is Ainm Dom en la que un home xinès aprèn gaèlic irlandès abans de visitar Irlanda, i descobreix que ningú no l'entén a la seva arribada a Dublín. Això també seria un cas clàssic de ser Més irlandesos que els mateixos irlandesos.

## Europa
Irlanda es va unir a la Comunitat Europea en 1973, i els ciutadans irlandesos es va convertir, a més, ciutadans de la Unió Europea amb el Tractat de Maastricht signat el 1992. Això va portar una altra pregunta per al futur de la identitat irlandesa, si Irlanda era "més a prop de Boston que de Berlín:"
| « | La història i la geografia d'Irlanda l'han posat en un lloc molt especial entre Estats Units i Europa ... Com a irlandesos les nostres relacions amb els Estats Units i la Unió Europea són complexes. Geogràficament estem més a prop de Berlín de Boston. Espiritualment estem probablement molt més a prop de Boston que de Berlín. - Mary Harney, Tánaiste, 2000 | » |

## Diàspora irlandesa

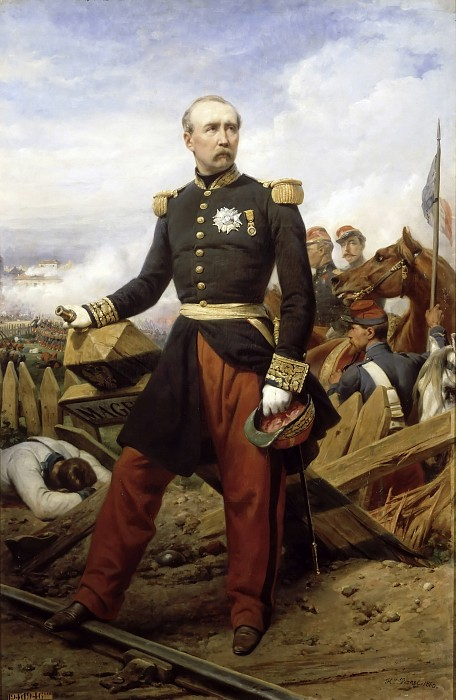
Patrice de Mac-Mahon, 1r Duc de Magenta, mariscal de França i primer president de Tercera República Francesa

La diàspora irlandesa consisteix en els emigrants irlandesos i els seus descendents a països com ara els Estats Units, Gran Bretanya, Canadà, Austràlia, Nova Zelanda, Sud-àfrica i els països de la Carib com Jamaica i Barbados. Tots aquests països, coneguts a vegades com l'angloesfera, tenen grans minories d'ascendència irlandesa que a més hi formen el nucli de l'Església Catòlica. Les persones d'ascendència irlandesa també són importants a Amèrica Llatina, especialment a l'Argentina, i amb minories importants al Brasil, Xile, i Mèxic. El 1995 la presidenta Mary Robinson afirm à que "70 milions de persones arreu el món poden reclamar ascendència irlandesa". Es creu que actualment la diàspora s'estima en 80 milions de persones.

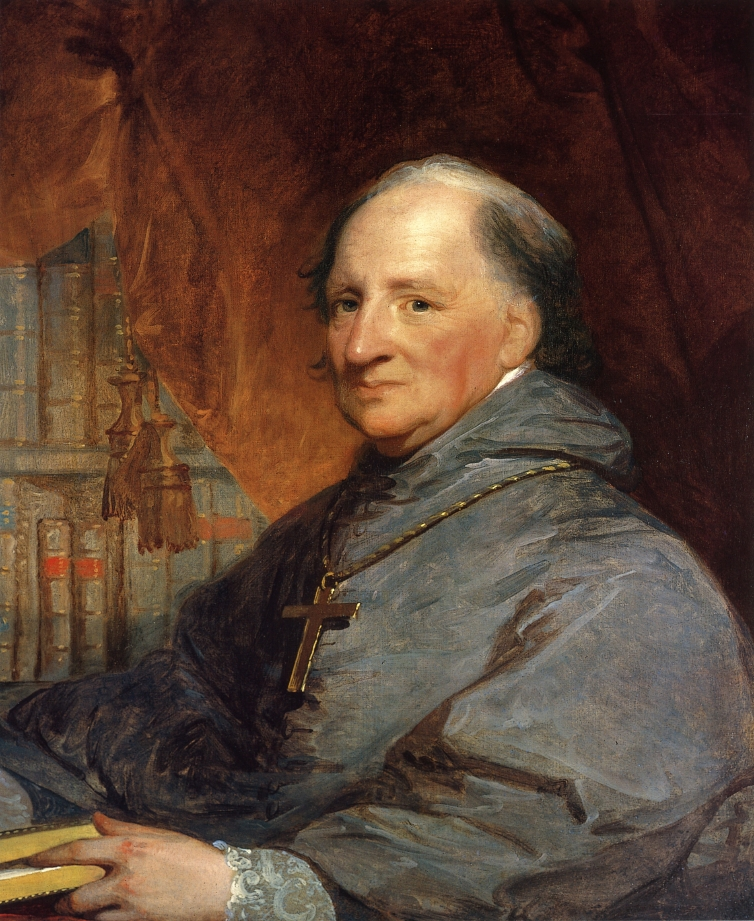
John Carroll, primer bisbe catòlic i arquebisbe dels Estats Units

També hi ha importants comunitats irlandeses en alguns països del continent europeu, com Espanya, França i Alemanya. Entre 1585 i 1818, més de mig milió d'irlandesos van partir Irlanda per servir en les guerres al continent, en una constant emigració coneguda romànticament com a "Fugida de les Oques Salvatges". En els primers anys de la Guerra Civil Anglesa, un viatger francès va comentar que els irlandesos "són millors soldats a l'estranger que a casa". Més tard, les brigades irlandeses a França i Espanya van lluitar a les guerres de successió espanyola i d'Àustria i a les Guerres Napoleòniques En paraules d'Arthur Wellesley, duc de Wellington, irlandès de naixement i notable representant de la diàspora militar irlandesa, "Irlanda era un viver inesgotable per a la millors soldats".
La més famosa causa de l'emigració va ser la fam de la patata d'Irlanda de finals de 1840. Es calcula que un milió van emigrar a Liverpool a conseqüència de la fam. Tant pels irlandesos com per a Irlanda i aquells sorgits com a resultat de la diàspora, la fam va entrar en la memòria popular i es va convertir en un punt de reivindicació per a diversos moviments nacionalistes.

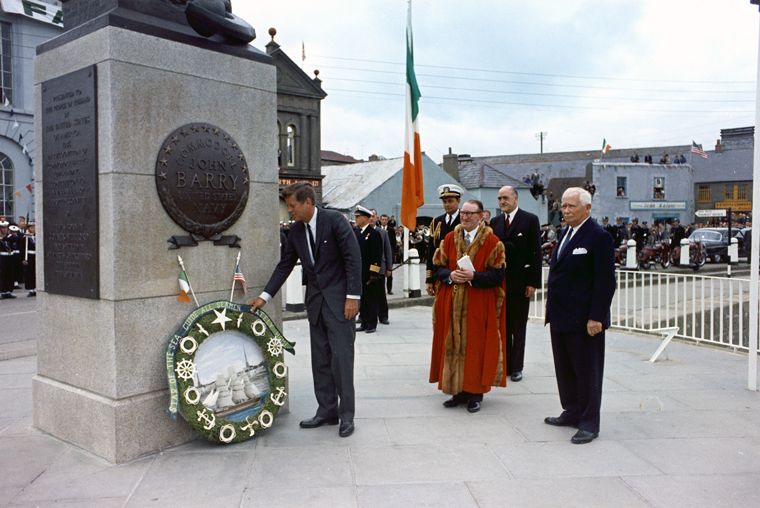
John F. Kennedy visitant el memorial de John Barry a Wexford, Irlanda

Les persones d'ascendència irlandesa són el segon grup ètnic més gran dels Estats Units, després dels Alemanys dels Estats Units. Nou dels signants de la Declaració d'Independència dels Estats Units d'Amèrica eren d'origen irlandès. Entre ells estava l'únic signatari catòlic, Charles Carroll of Carrollton, la família del qual era descendent d'Ely O'Carroll, príncep irlandès represaliat per Cromwell. Almenys 25 presidents dels Estats Units tenen alguns orígens ancestrals irlandesos, incloent-hi George Washington. Des que John F. Kennedy va assumir el càrrec el 1961, tots els presidents dels Estats Units han tingut una mica de sang irlandesa. Un nord-americà d'origen irlandès, James Hoban, va ser el dissenyador de la Casa Blanca. El comodor John Barry, qui va néixer al Comtat de Wexford, va ser el pare de l'Armada dels Estats Units d'Amèrica.
A mitjans del segle xix, un gran nombre d'immigrants irlandesos van ser reclutats als regiments irlandesos de l'Exèrcit dels Estats Units en el moment de la Intervenció nord-americana a Mèxic. La gran majoria dels 4.811 soldats nascuts a Irlanda va servir a l'Exèrcit dels EUA, però alguns desertar a l'Exèrcit de Mèxic, principalment per escapar dels maltractaments per funcionaris anglo-protestants i de la forta discriminació anti-catòlica als Estats Units. Aquests van ser els San Patricios, del Batalló de Sant Patrici, un grup d'irlandesos liderats per l'originari de Galway John O'Riley, amb alguns catòlics alemanys, escocesos i estatunidencs. Van lluitar fins a la seva rendició en la decisiva batalla de Churubusco, i van ser executats als enfores de Ciutat de Mèxic per ordre del govern dels Estats Units el 13 de setembre 1847. El batalló és commemorat a Mèxic el 12 de setembre de cada any. Durant els segles xviii i xix 300.000 emigrants lliures i 45.000 presos van deixar Irlanda per establir-se a Austràlia. En l'actualitat, els australians d'ascendència irlandesa són un dels majors grups ètnics d'Austràlia, després dels anglesos i els australians. Segons el cens de 2006 uns 1.803.741 residents afirmaven tenir ascendència irlandesa ja sigui sol o en combinació amb una altra ascendència. Tanmateix aquesta xifra no inclou els australians amb un ascendència irlandesa que va decidir anomenar-se 'australians' o d'altres ascendències. L'ambaixada australiana a Dublín manté que fins al 30 per cent de la població australiana reclama un cert grau d'ascendència irlandesa.
Es creu que fins a 30.000 irlandesos van emigrar a l'Argentina entre els anys 1830 i la dècada de 1890. Avui dia els irlandesos argentins són més d'1.000.000, aproximadament l'1,25% de la població. Alguns argentins famosos d'ascendència irlandesasón el Che Guevara, l'expresident Edelmiro Julián Farrell, i l'almirall William Brown. Hi ha persones d'ascendència irlandesa a tota Amèrica del Sud, com ara el qui hauria "libertador" de Xile Bernardo O'Higgins i el fotògraf peruà Mario Testino. Encara que alguns irlandesos manté intactes els seus cognoms, d'altres van ser assimilats a la llengua vernacla espanyola. El cognom O'Brien, per exemple, va esdevenir Obregón.
Les persones d'ascendència irlandesa són també un dels majors grups ètnics del Canadà, juntament als anglocanadencs, francocanadencs i escotocanadencs. A partir de 2006, els irlandesos del Canadà eren uns 4.354.155 habitants.